# Kir (Land)
Kir (hebräisch קִיר) ist nach Amos 9,7  das Ursprungsland der Aramäer:
Habe ich nicht Israel aus Ägyptenland heraufgeführt, die Philister aus Kaphtor und die Aramäer aus Kir?
H. Gese (1987) führt diese Stelle jedoch auf eine spätere Überarbeitung zurück.
Nach 2 Kön 16,9  deportierte Tiglat-pileser III. (734) die Bevölkerung von Aram nach Kir: "Und der König von Assur zog hinauf gegen Damaskus und nahm es ein und führte seine Einwohner gefangen fort nach Kir; Rezin (den König) aber tötete er." Die Aramäer kehrten also an ihren Ursprungsort zurück. Dies mag jedoch lediglich ein Echo auf Am 1,5  sein, wo der Prophet droht, "... das Volk von Aram soll nach Kir weggeführt werden, spricht der HERR."

## Lage
Eine weitere Stelle bei Jes 22,6 , in der Kir zusammen mit Elam genannt wird, hat dazu geführt, dass man Kir gemeinhin im Süden Babyloniens lokalisiert. Assyrische Quellen fehlen völlig.